# Homenajes (Falla)
L'obra Homenajes del compositor espanyol Manuel de Falla és una suite orquestral escrita a partir de composicions anteriors. En ella hi trobem un Homenatge a la tomba de Debussy, de 1920 (transcrita per a piano immediatament després), un Homenatge a la tomba de Paul Dukas, de 1935, i una Fanfàrria sobre el nom d'Arbós, composta cap al 1933. A aquestes obres cal afegir una nova peça escrita el 1938, denominada Pedreliana, sobre temes de la Celestina de Felipe Pedrell (mestre de Falla i renovador de la música moderna espanyola). La primera audició d'aquesta Suite va tenir lloc en el Teatre Colón de Buenos Aires el 18 de novembre de 1939 sota la direcció de l'autor, establert des de feia poc a l'Argentina.
L'obra es presenta, generalment, en el següent ordre:
1. Fanfàrria sobre el nom d'Arbós.
2. Homenatge a la tomba de Debussy.
3. Homenatge a la tomba de Paul Dukas
4. Pedreliana.

El primer moviment és molt curt, fent d'introducció i proveint els elements necessaris per lligar els restants moviments. El segon és emfàtic, lent. El tercer desenvolupa un adagi per a les cordes sobre solemnes acords en el metall. Finalment, el quart moviment posseeix una instrumentació més aèria i delicada, sobretot en les fustes. Amb ritmes àgils fa d'aquest moviment una gran conclusió que és, al mateix temps, una espècie de "retorn a les fonts".
L'obra dura uns disset minuts.